# Джак Грийлиш
Джак Грийлиш (на английски: Jack Peter Grealish; роден на 10 септември 1995 г. в Солихъл, Англия) е английски футболист, нападател, състезател на Евертън и английския национален отбор.

### Успехи
Отборни
„Астън Вила“ (младежи)
- NextGen Series (1): 2012/13

„Манчестър Сити“
- Шампион (2): 2021/22, 2022/23
- Шампионска лига (1): 2022/23
- Купа на Футболната асоциация на Англия (1): 2022/23